# Pachyanthidium denticulatum
Pachyanthidium denticulatum là một loài Hymenoptera trong họ Megachilidae. Loài này được Alfken mô tả khoa học năm 1932.